# エジプト人 (小説)
『エジプト人』（Sinuhe egyptiläinen）は、フィンランドの作家ミカ・ワルタリの歴史小説。フィンランド語の原書は1945年に刊行された。

## あらすじ
自由を失った名士である主人公が己の人生をふりかえる。
彼は本当の父母の顔を知らなかった。アメンホテプ3世がエジプトを治めていた時代のこと、葦船に乗せられ、川に流された彼は医者とその妻に拾われた。
医師センムトとキパは古代エジプトの物語の主人公の名をとってシヌへと名付け自分たちの子として育てることにした。善き育ての親を得たシヌへはすくすくと育ち、やがて父と同じく医術の道を志す。
晴れて医師となるも妖婦ネフェルネフェルネフェルの毒手にかかり全てを失ったシヌへは逃れるようにエジプトを離れ、奴隷カプタと共に諸国を旅する。
一方エジプトでは天啓を受けた理想主義の王アクナートン（アメンホテプ4世）が唯一神アトンの教えを推奨する傍ら、アムモン神をはじめとする多神教信仰を弾圧し、国内に混乱を呼び込む。エジプトに帰国したシヌへはアクナートンの治世の終わりと、青年期に出会った武人ホレムヘブがファラオの座を得る様を目の当たりにする。

## 登場人物
シヌへ
古代エジプトの物語『シヌヘの物語』の主人公の名をつけられた孤児。幼いころは兵士となる夢を持っていたが、父センムトから戦争の中で消費された兵士の無残な老後を見せられ、医者になろうと志すようになる。勤勉で実直な性格だが、毒婦ネフェルネフェルネフェルの毒牙にかかり、のぼせあがって夢中になった結果、取り返しのつかない過ちを犯してしまう。その後、奴隷カプタとともに諸国を旅し、様々な人々と出会う。

## 日本語版
- 平凡社
1958年に『世界文学全集』第34巻として刊行。飯島淳秀訳。
- 角川文庫
平凡社の全集版を文庫化したもの。全3冊。1960年刊。角川文庫リバイバルコレクションとして1989年に復刊。
- 小学館〈地球人ライブラリー〉
『ミイラ医師シヌへ』のタイトルで刊行された抄訳。1995年刊。訳者は木原悦子、巻末に吉村作治による解説がある。
- 静風社
ミカ・ヴァルタリ著、セルボ貴子翻訳、菊川匡監修、『エジプト人シヌヘ』全2冊、2024年刊。
初の原語からのノーカット版。